# أحمد نوي
أحمد نوي مواليد 26 يوليو 1948 ولاية البويرة، سياسي جزائري، كان وزيرًا أمينًا عامًا للحكومة الجزائرية من 24 ديسمبر 1999 حتى 2 يناير 2020.

## الوظائف
- مدير دراسات برئاسة الجمهورية.
- أمين عام وزارة الثقافة والسياحة.
- كاتب دولة مكلف بالسياحة.
- مكلف بمهمة لدى رئيس الحكومة.
- كاتب دولة مكلف بالجماعات المحلية.
- كاتب دولة مكلف بالبيئة.
- نائب بالمجلس الشعبي الوطني عن ولاية البويرة (جوان 1997 وماي 2002).
- وزير منتدب لدى رئيس الحكومة، مكلف بالإصلاح الإداري والوظيف العمومي.
- أمين عام للحكومة من 1999 حتى 2020.